# Waleri Orechow
Waleri Eduardowitsch Orechow (kasachisch Валерий Эдуардович Орехов; * 17. Juli 1999 in Sätbajew, Gebiet Qaraghandy) ist ein kasachischer Eishockeyspieler, der seit 2022 bei HK Metallurg Magnitogorsk unter Vertrag steht und mit dem Klub in der Kontinentalen Hockey-Liga spielt. Seit Dezember 2022 ist er an den Ligakonkurrenten Admiral Wladiwostok ausgeliehen.

## Karriere
Waleri Orechow spielt seit Beginn seiner Karriere für Barys Astana/Nur-Sultan. Beim KHL Junior Draft 2016 zog ihn der eigene Verein in der zweiten Runde als insgesamt 44. Spieler. Nachdem er zunächst mit dem Klub in der russischen U18-Liga aktiv gewesen war, spielte er von 2016 bis 2018 mit der angeschlossenen Juniorenmannschaft Sneschnyje Barsy Astana in der russisch dominierten Nachwuchsliga Molodjoschnaja Chokkeinaja Liga. Zwischen 2017 und 2022 spielte er in der ersten Herren-Mannschaft in der Kontinentalen Hockey-Liga. 2022 wechselte er zunächst zum Ligakonkurrenten HK Metallurg Magnitogorsk, wurde aber schon im Dezember an Admiral Wladiwostok ausgeliehen.

### International
Für Kasachstan nahm Orechow im Juniorenbereich zunächst an den U18-Weltmeisterschaften der Division I 2016 und 2017 teil. Mit der kasachischen U20-Auswahl spielte er bei den Weltturnieren der Division I 2017 und 2018, als er als bester Vorbereiter und (gemeinsam mit seinem Landsmann Artur Gatijatow) Topscorer des Turniers maßgeblich zum Aufstieg der Kasachen in die Top-Division beitrug. In der Top-Division spielte er sodann bei der U20-Weltmeisterschaft 2019.
Für die kasachischen Herren spielte Orechow erstmals bei der Weltmeisterschaft der Division I 2018. Auch 2019 nahm er in der Division I teil, als ihm mit dem Nationalteam der Aufstieg aus der Division I in die Top-Division gelang. Aufgrund der weltweiten Covid-19-Pandemie konnte er dann aber erstmals 2021 in der Top-Division antreten, als den Kasachen mit Platz zehn die beste Platzierung ihrer WM-Geschichte gelang. Auch 2022 spielte er in der Top-Division. Zudem vertrat er seine Farben bei der Olympiaqualifikation für die Winterspiele in Peking 2022.

## Erfolge und Auszeichnungen
- 2018 Aufstieg in die Top-Division bei der U20-Weltmeisterschaft der Division I, Gruppe A
- 2018 Topscorer und bester Vorlagengeber bei der U20-Weltmeisterschaft der Division I, Gruppe A
- 2019 Aufstieg in die Top-Division bei der Weltmeisterschaft der Division I, Gruppe A

## KHL-Statistik
(Stand: Ende der Saison 2021/22)